# Spiral (édifice)
Pour les articles homonymes, voir Spiral (homonymie).

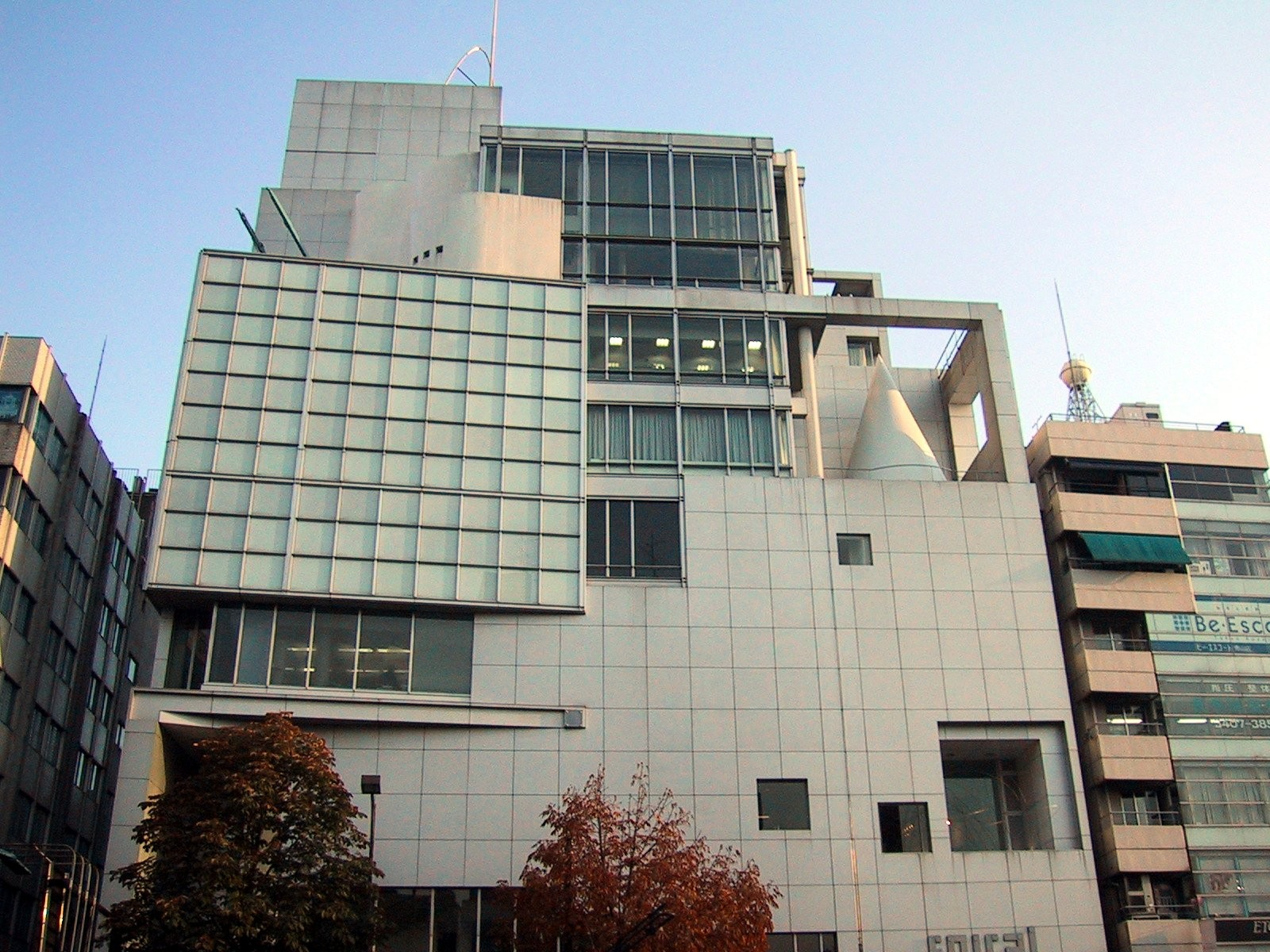
Extérieur du Spiral

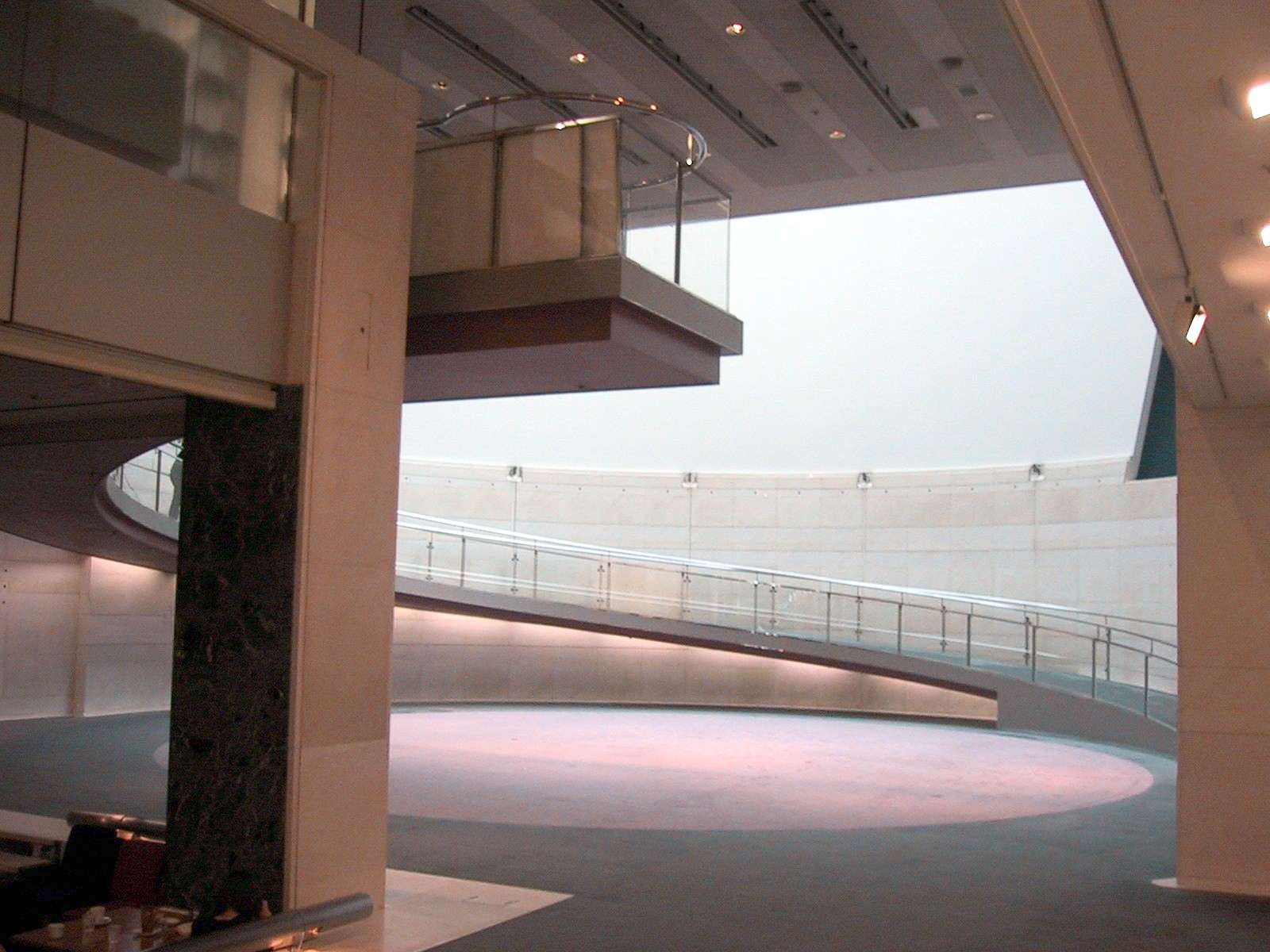
La rampe en spirale vue du bas

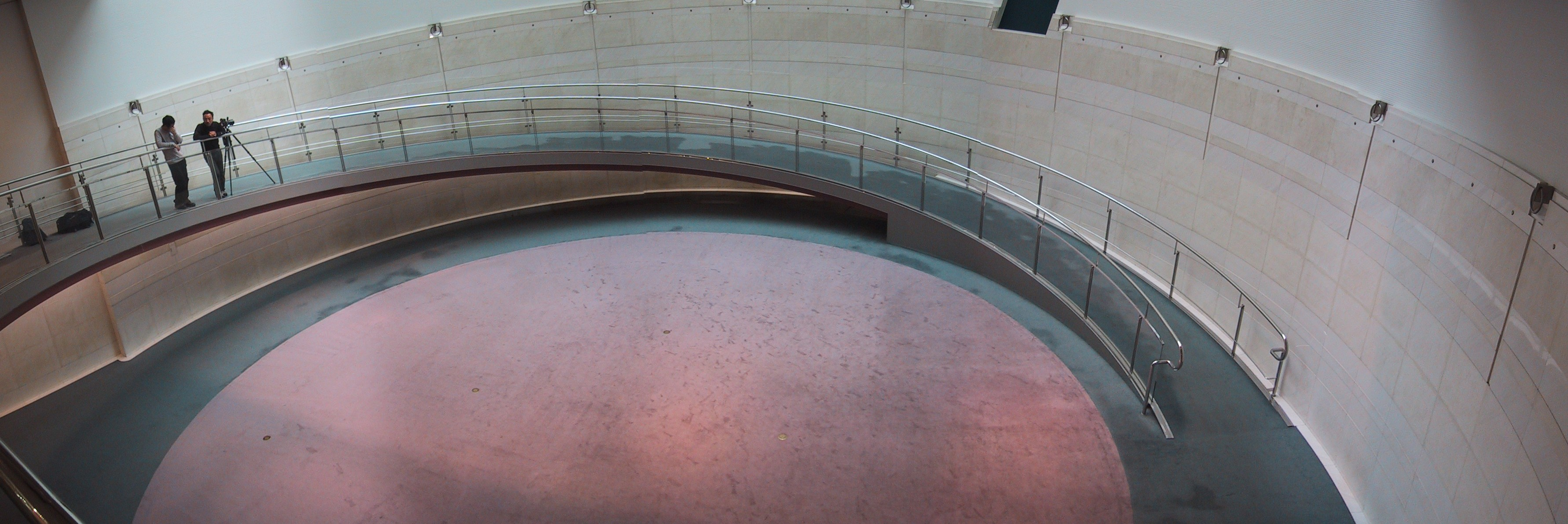
La rampe en spirale vue du haut

Spiral (Wacoal Art Center) est un centre d'art situé dans le quartier d'Aoyama à Tokyo au Japon. Commandé par la société de lingerie Wacoal, il a été imaginé par l'architecte Fumihiko Maki et sa construction s'est achevée en 1985.
Il s'agit d'un bâtiment multi-usage, contenant espaces d'exposition, une salle de spectacle polyvalente, cafés,  bars-restaurants, salons de beauté et select shops.
La caractéristique principale de l'édifice est sa rampe en spirale d'apparence flottante (15 m de diamètre) qui entoure l'Atrium du rez-de-chaussée au deuxième niveau. La façade extérieure couverte d'aluminium et de verre reflète le caractère vivant du boulevard avoisinant.
L'édifice a été sélectionné par The American Institute of Architects pour le prix R.S. Reynolds Memorial en 1987. En 2012, Spiral a reçu le prix JIA 25 Years par The Japan Institute of Architects.
Spiral est un centre de la vie culturelle à Aoyama, où sont organisés, entre autres, des concerts, des expositions, des festivals de cinéma et de théâtre et des défilés de mode.

## Adresse
5-6-23 Minami Aoyama, Minato, Tokyo

## Source
- (en) Cet article est partiellement ou en totalité issu de l’article de Wikipédia en anglais intitulé « Spiral (building) » (voir la liste des auteurs).